# Pactactes trimaculatus
Espèce
Pactactes trimaculatus est une espèce d'araignées aranéomorphes de la famille des Thomisidae.

## Distribution
Cette espèce se rencontre en Tanzanie, au Mozambique et en Afrique du Sud.

## Description
Le mâle holotype mesure 2,6 mm.

## Systématique et taxinomie
Cette espèce a été décrite par Simon en 1895.

## Publication originale
- Simon, 1895 : « Descriptions d'arachnides nouveaux de la famille des Thomisidae. » Annales de la Société entomologique de Belgique, vol. 39, p. 432-443 (texte intégral).